# Oliarus anamalaii
Oliarus anamalaii är en insektsart som beskrevs av Van Stalle 1991. Oliarus anamalaii ingår i släktet Oliarus och familjen kilstritar. Inga underarter finns listade i Catalogue of Life.